# Connettore JST

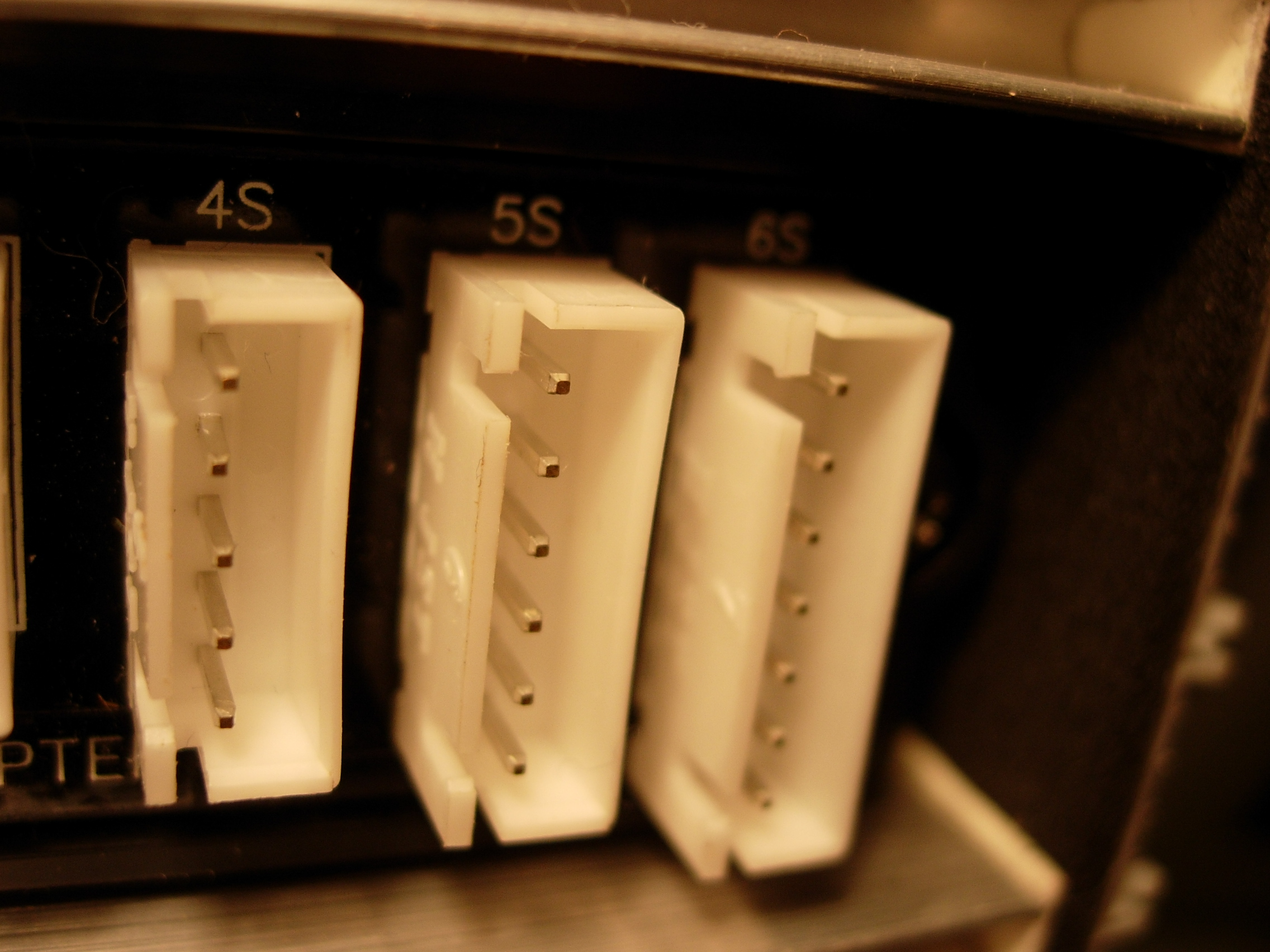
Connettori JST-XH da 2,50 mm per PCB maschio con ingresso dall'alto (verticale)

I connettori JST sono connettori elettrici realizzati secondo gli standard di progettazione originariamente sviluppati da JST Mfg. Co. (Japan Solderless Terminal).
JST produce numerose serie (famiglie) e passi (distanza pin-pin) di connettori.
I connettori JST sono utilizzati in molti tipi di prodotti e comunemente utilizzati dagli appassionati di elettronica e dai prodotti di consumo per pacchi batteria ricaricabili, bilanciatori di batterie, schede di controllo, stampanti 3D e motori servo.
Il termine "JST" è talvolta usato in modo errato come termine volgare che significa qualsiasi piccolo connettore elettrico bianco montato su PCB.

## Serie di connettori
JST produce un gran numero di serie (famiglie) di connettori. I connettori PCB (cavo-scheda) sono disponibili con ingresso superiore (verticale) o laterale (orizzontale) e con foro passante o montaggio superficiale.
Non presenti nella sottostante tabella, esistono anche i Micro JST PH 2.0 5-Pin di dimensione 12 x 4,7 x 6 mm [larghezza connettore (vedendo i fori delle femmine dall'alto) x altezza connettore (in "spessore" diciamo, con medesima vista) x profondità (misura della profondità dell'incastro / della lunghezza dei pin)], dove "2.0" sta per 2 mm di "passo" tra un pin e l'altro.
| Serie JST                                     | Passo              | Corrente (Ampere) | Tensione (Volt) | Dimensione del filo (AWG) | Isolamento | Blocco | Note                                                                                       | Datasheet |
| --------------------------------------------- | ------------------ | ----------------- | --------------- | ------------------------- | ---------- | ------ | ------------------------------------------------------------------------------------------ | --------- |
| style="background:#9EFF9E; color:#000;" \| VH | 3,96 mm (0,156 in) | 10                | 10              | 22 to 16                  | Si/No      | Sì     | La versione non isolata sembra essere più popolare di quella isolata.                      | JST VH    |
| style="background:#9EFF9E; color:#000;" \| RE | 2,54 mm (0,100 in) | 2                 | 250             | 30 to 24                  | No         | No     | Simile ai connettori "DuPont" femmina e ai terminali maschio. La serie RF è a doppia fila. | JST RE    |
| style="background:#9EFF9E; color:#000;" \| EH | 2,50 mm (0,098 in) | 3                 | 250             | 32 to 22                  | Sì         | No     | Non con passo da 0,1 pollici.                                                              | JST EH    |
| style="background:#9EFF9E; color:#000;" \| XA | 2,50 mm (0,098 in) | 3                 | 250             | 30 to 20                  | Sì         | Sì     | Non con passo da 0,1 pollici.                                                              | JST XA    |
| style="background:#9EFF9E; color:#000;" \| XH | 2,50 mm (0,098 in) | 3                 | 250             | 30 to 22                  | Sì         | No     | Non con passo da 0,1 pollici. Utilizzato da molte batterie di radiocomandi (R/C).          | JST XH    |
| style="background:#9EFF9E; color:#000;" \| PA | 2,50 mm (0,098 in) | 3                 | 250             | 28 to 22                  | Sì         | Sì     | Utilizzato dai caricabatterie R/C FMA Cellpro.                                             | JST PA    |
| style="background:#9EFF9E; color:#000;" \| PH | 2,50 mm (0,098 in) | 2                 | 100             | 32 to 24                  | Sì         | No     | Molti motori passo-passo. Compatibile con le serie KR (IDC), KRD (IDC), CR (IDC).          | JST PH    |
| style="background:#9EFF9E; color:#000;" \| ZH | 1,50 mm (0,059 in) | 50                | 50              | 32 to 26                  | Sì         | No     | Compatibile con le serie ZR (IDC) e ZM (crimp).                                            | JST ZH    |
| style="background:#9EFF9E; color:#000;" \| GH | 1,25 mm (0,049 in) | 1                 | 50              | 30 to 26                  | Sì         | Sì     | Non con passo di 0,05 pollici. A volte confuso con il Molex PicoBlade.                     | JST GH    |
| style="background:#9EFF9E; color:#000;" \| SH | 1,00 mm (0,039 in) | 1                 | 50              | 32 to 28                  | Sì         | No     | Compatibile con le serie SR (IDC) e SZ (IDC).                                              | JST SH    |

| Serie JST                                      | Passo              | Corrente (Ampere) | Tensione (Volt) | Dimensione del filo (AWG) | Caratteristiche     | Note | Datasheet |
| ---------------------------------------------- | ------------------ | ----------------- | --------------- | ------------------------- | ------------------- | --- | --------- |
| style="background:#9EFF9E; color:#000;" \| RCY | 2,50 mm (0,098 in) | 3                 | 250             | 28 to 22                  | Locking             | Usato nel controllo radio (R/C), conosciuto anche come BEC o connettore P. Si trova comunemente su piccoli modelli, giocattoli e piccoli pacchi LiPo. | JST RCY   |
| style="background:#9EFF9E; color:#000;" \| SM  | 2,50 mm (0,098 in) | 3                 | 250             | 28 to 22                  | Locking, High force | Utilizzato in alcune strisce luminose decorative a LED RGB.                                                                                           | JST SM    |

## Saldatura del connettore
La maggior parte dei connettori foro passante JST non può resistere alle temperature richieste per la saldatura a rifusione, perché la plastica ha un punto di fusione più basso poiché sono state progettate per i metodi di saldatura ad onda. Alcuni connettori JST SMT sono progettati per gestire temperature più elevate di saldatura a rifusione.

## Confusione del connettore su Internet
Gli utenti finali e i venditori terzi su internet spesso descrivono i connettori con il loro nome sbagliato, perpetuando così la confusione della serie esatta di un connettore specifico. È molto comune nei blog e nei siti web nominare erroneamente un connettore specifico solo con il nome del produttore.
Per minimizzare la confusione, è meglio descrivere un connettore usando: il nome del produttore, la serie esatta del connettore, e opzionalmente il passo, come "JST-XH" o "JST-XH-2.50mm" o "2.50mm JST XH-series" o altre variazioni.
Il sito ufficiale della J.S.T. Co. ha uno strumento che permette agli utenti di verificare l'autenticità e le specifiche di certi modelli.
Alcune parti da 2,50 mm sono erroneamente vendute su internet come 2,54 mm (0,100 in), e le parti da 1,25 mm come 1,27 mm (0,050 in).

## Galleria d'immagini

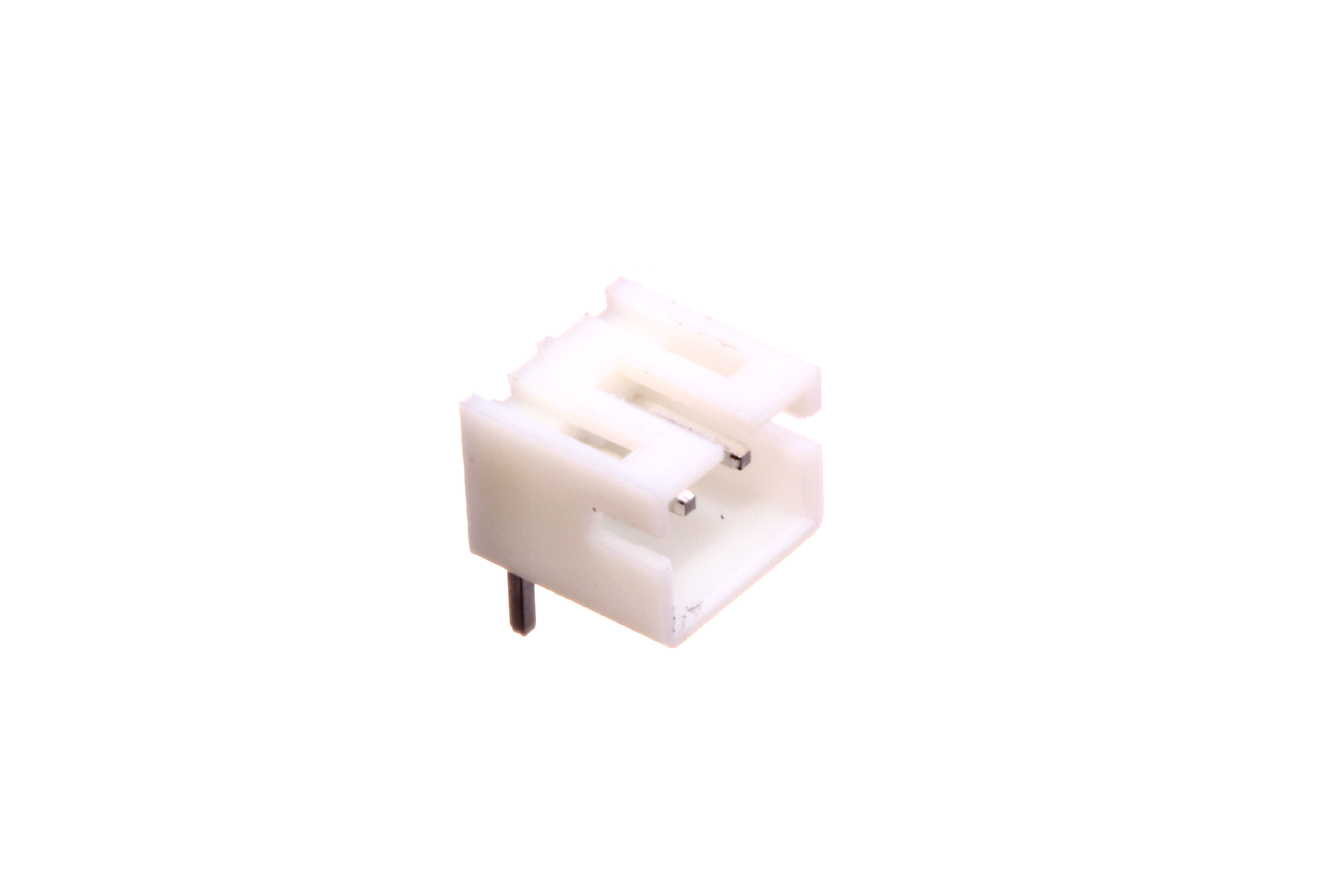
JST PH 2 pin ad angolo retto a foro passante.
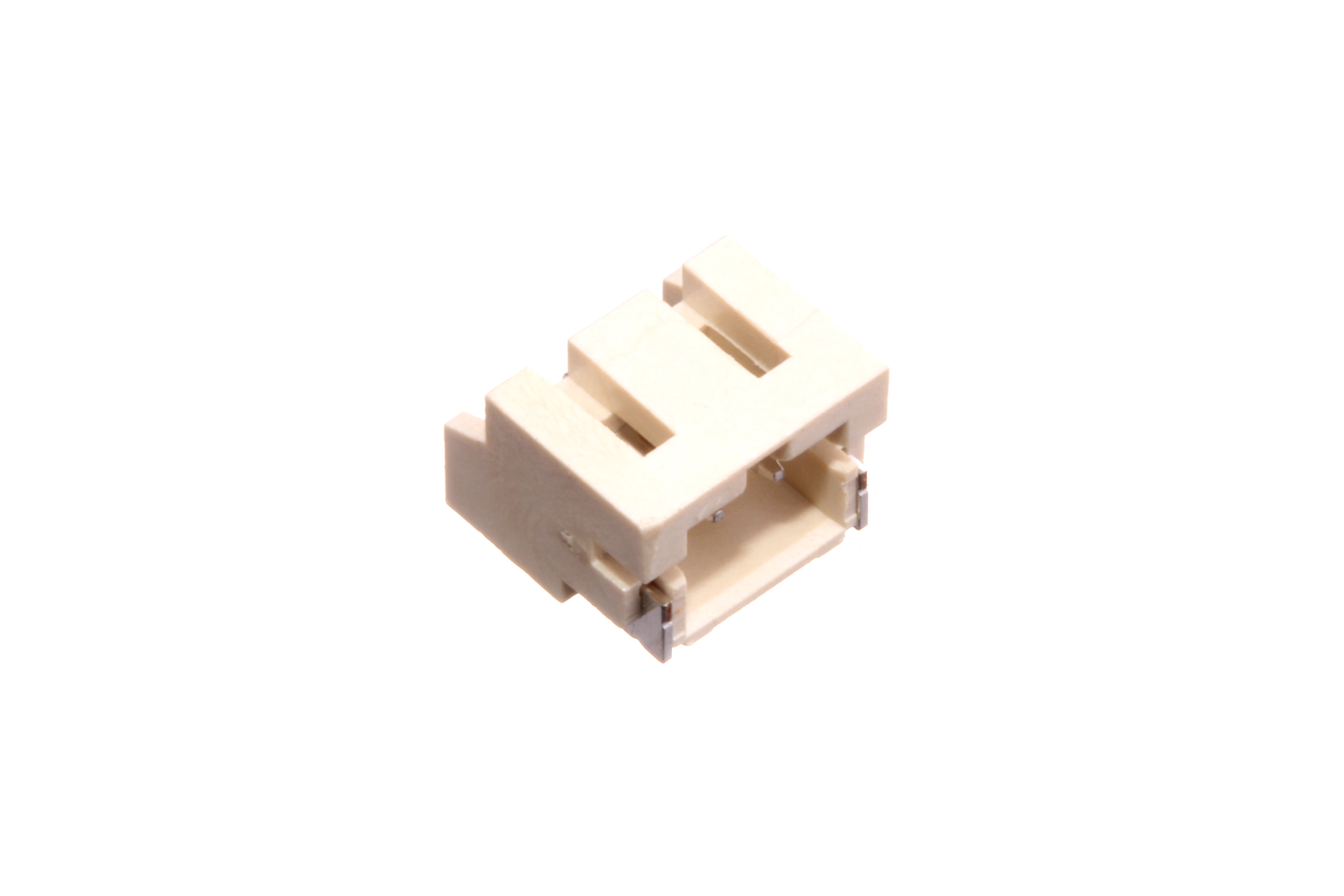
JST PH 2 pin ad angolo retto a montaggio superficiale su PCB.
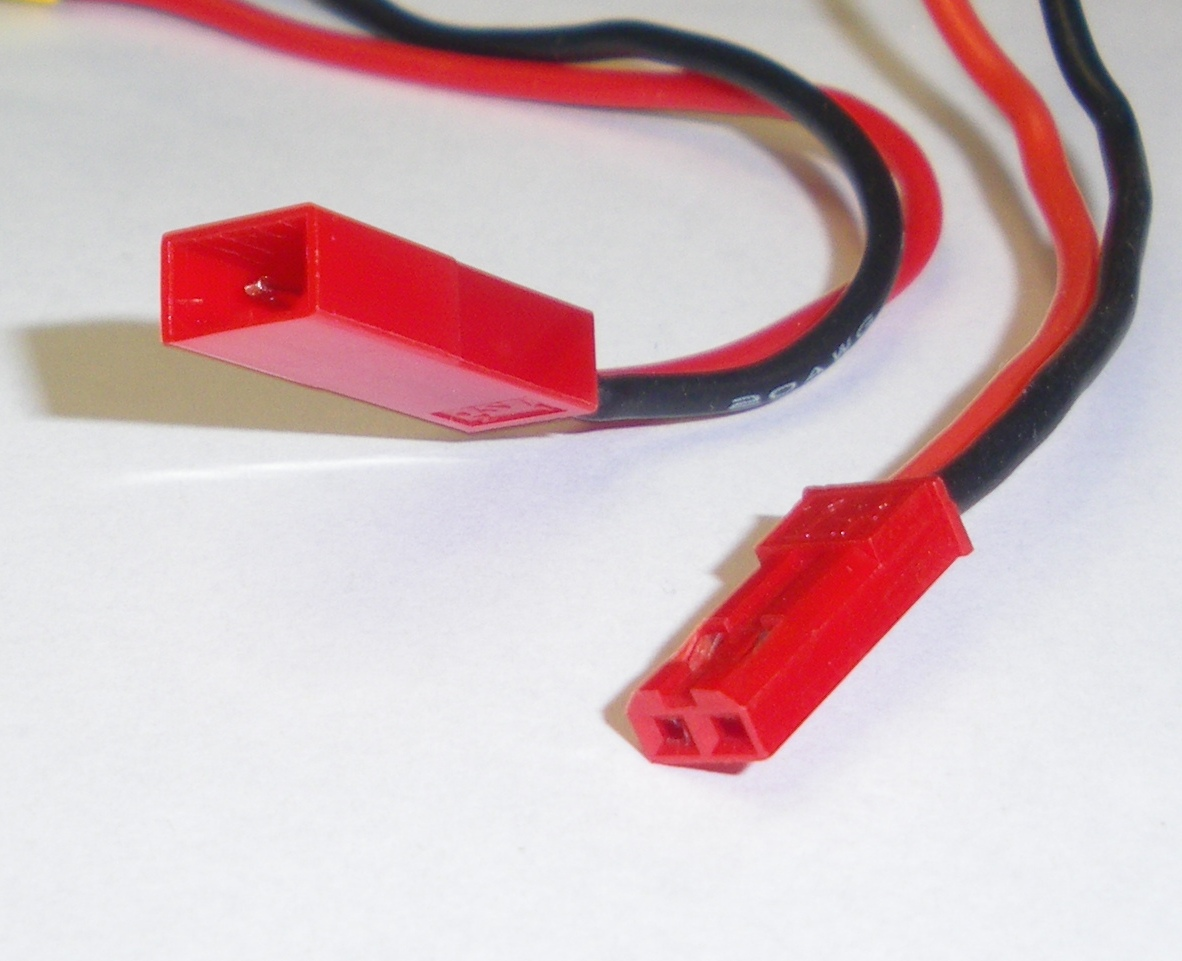
JST RCY a 2 pin.